# Игнат, Дойна
Дойна Игнат (рум. Doina Ignat; род. 20 декабря 1968, Радаути-Прут) — выдающаяся румынская гребчиха. Четырёхкратная олимпийская чемпионка, единожды серебряный и бронзовый призёр Олимпийских игр. Участница пяти подряд летних Олимпийских игр. Чемпионка мира и Европы. Почётный гражданин Бухареста (2000).

## Выступления на чемпионатах мира
- 1991, бронза, четвёрка
- 1999, серебро, восьмёрка
- 2008, золото, восьмёрка